# Agnès de Beaujeu
Agnès de Beaujeu (? - † 11 de juliol de 1231) és una filla de Guichard IV de Beaujeu i Sibylle de Hainaut. Va esdevenir comtessa de Xampanya per matrimoni amb Teobald I de Navarra.

## Biografia
Agnès de Beaujeu pertanyia a la família Beaujeu, al servei dels reis de França. El seu avi Humbert IV de Beaujeu va ser notablement conestable de França i el seu pare Guichard IV va ser assassinat a Anglaterra el 1216 durant la campanya del príncep de França, futur rei Lluís VIII el Lleó. El seu germà Humbert V també serà nomenat conestable.
La seva mare era germana dels emperadors llatins de Constantinoble, Balduí I i Enric I i d'Isabel d'Hainault, reina de França pel seu matrimoni amb Felip II. Agnès de Beaujeu era, doncs, cosina germana de Lluís VIII el Lleó, rei de França entre 1223 i 1226.
El 1222 va esdevenir comtessa de Xampanya en casar-se amb Teobald I de Navarra. Acabava d'aconseguir la possessió del comtat després de la Guerra de Successió de la Xampanya. Parirà una filla, Blanca, assegurant així la successió de la Xampanya.
El 29 de novembre de 1226, amb motiu de la coronació del rei Lluís IX de França a la catedral de Reims, el seu marit Teobald, tot ser par de França, va ser exclòs de la cerimònia per haver provocat d'alguna manera la mort del rei Lluís VIII. Agnès de Beaujeu, però va voler representar-lo ella mateixa i presentar al nou rei l'espasa reial.
L'any 1225 Teobald va fer un viatge a Navarra, per visitar el seu oncle el rei Sanç VII, de qui n'era hereu. Esdevingué rei l'any 1234. Agnès, però, morí l'11 de juliol de 1231, sense haver estat reina de Navarra, i va ser enterrada a l'abadia de Claravall. Del seu matrimoni va tenir una filla, Blanca de Navarra, que va ser princesa hereva de Navarra en dues ocasions (1234-1238 i 1274-1283), i es va casar amb Joan I el Roig (1217-1286), duc de Bretanya.